# Pyrrhopyginae
De Pyrrhopyginae zijn een Neotropische onderfamilie van vlinders in de familie van de dikkopjes (Hesperiidae).

## Geslachtengroepen
- Pyrrhopygini Mabille, 1877
- Azonaxini Grishin, 2019
- Jerini Grishin, 2019
- Oxynetrini Mielke, 2001
- Passovini Mielke, 2001
- Zoniini Mielke, 2001